# Micrurus frontalis
Micrurus frontalis (en anglès:"southern coral Snake") és una espècie de serp verinosa de la família Elapidae. És una de les denominades serp de corall. Es troba a les sabanes i boscos del centre-est d'Amèrica del Sud.